# Rapture (programma televisivo)
Rapture è stato un programma televisivo musicale, andato in onda durante gli anni 2000 il lunedì in seconda serata su All Music, della durata di 60 minuti.
Il programma è condotto da Rido, mc apprezzato nella scena underground italiana, membro della Cricca Dei Balordi e della crew Sano Business. Fino all'estate 2006 è andato in onda "indoor", ossia all'interno degli studi di All Music, mentre ora va in onda all'esterno degli studi, in varie località. Spesso, infatti, Rido è ospite a eventi quali gare o esibizioni di writing (20E20, Infart, Vuoti a rendere), snowboard, skate, parkour, BMX (Redbull Bike Night), break dance (Redbull BC One) oppure a fiere nazionali o internazionali di streetwear, tutto nell'ambito dell'hip hop. Il programma è intermezzato da video musicali, sempre riguardanti la black music, e spesso realizza interviste con artisti italiani e stranieri, che siano essi writer (Raptuz e Gatto Max della TDK, Bros), MC (Busta Rhymes, Bassi Maestro), DJ (Squarta, Grandmaster Flash) o breaker. Verso la fine della stagione 2007-08 e l'inizio di quella successiva il programma si avvicina anche al mondo del reggae, con una puntata dedicata interamente alla vita di Bob Marley registrata dal villaggio in cui l'artista è cresciuto, Nine Mile, in Giamaica, e una registrata presso il più importante festival reggae in Italia, il Rototom Sunsplash.